# Kärrtorp
Kärrtorp är en stadsdel i Söderort i Stockholms kommun och tillhör Skarpnäcks stadsdelsområde. Den gränsar till Bagarmossen, Björkhagen, Enskededalen, Gamla Enskede, Hammarbyhöjden och Skarpnäcks gård i Stockholms kommun, samt till Nackareservatet i Nacka kommun.

## Historia före stadsplaner

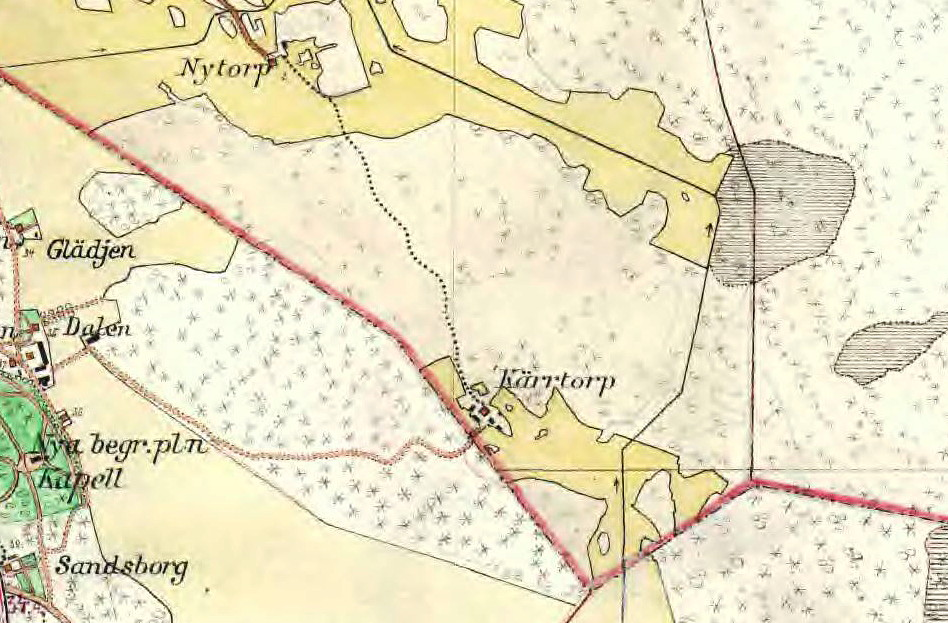
Kärrtorp och Nytorp vid sekelskiftet 1900.

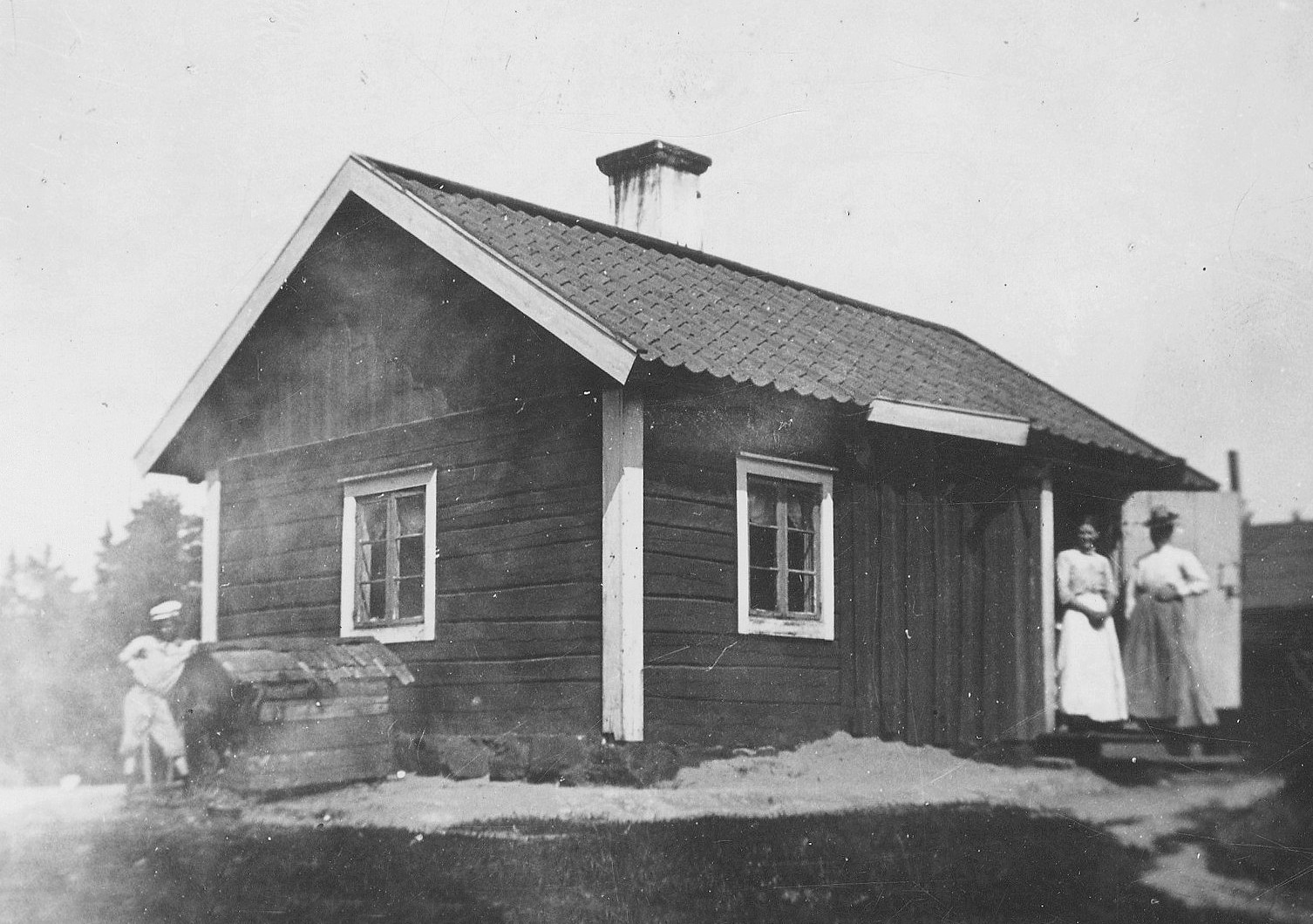
Kärrtorpet 1909.

Namnet härrör från torpet Kärrtorp från 1790. Torpet byggdes om 1895 och står fortfarande kvar mittemot Skarpnäcks skola, väster om centrumet. Fram till 1947, när Stockholms stad planerade den nya stadsdelen Kärrtorp, bestod stadsdelens historiska bebyggelse enbart av Nytorp och Kärrtorp.
Området som nu utgör stadsdelen Kärrtorp tillhörde ursprungligen egendomen Hammarby gård. Denna egendom köptes 1930 och inkorporerades då också i Stockholms stad. Efter inkorporeringen 1930 indelades den förra egendomen 1932 i de två stadsdelarna Norra Hammarby och Södra Hammarby som bestod till 1 februari 1948, där Kärrorp var en del av Södra Hammarby. Hammarby tillhörde Nacka före inkorporeringen och gränsen till egendomen Enskede gård och Stockholm utgjordes av det skogsparti i västra Kärrtorp som heter Gränsberget och som nu utgör gräns mot stadsdelen Enskededalen.
I söder gränsade området till ägorna för Skarpnäcks gård som bibehållits i samma gräns till stadsdelen med samma namn. Skärningen mellan de tre egendomarna utmärktes med en större vitmålad sten, kallad Vita sten, som fortfarande kan återfinnas vid busshållplatsen söder om Sockenvägen direkt söder om Gränsberget.
Från 1917 till slutet av 1940-talet fanns här ett koloniområde som låg öster och sydost om Kärrtorpet. Skarpnäcks gamla skola, ritad av Georg A Nilsson, invigdes 1929 för barnen från småhusområdena i Enskededalen, Skarpnäck och Pungpinan.

## Bebyggelse

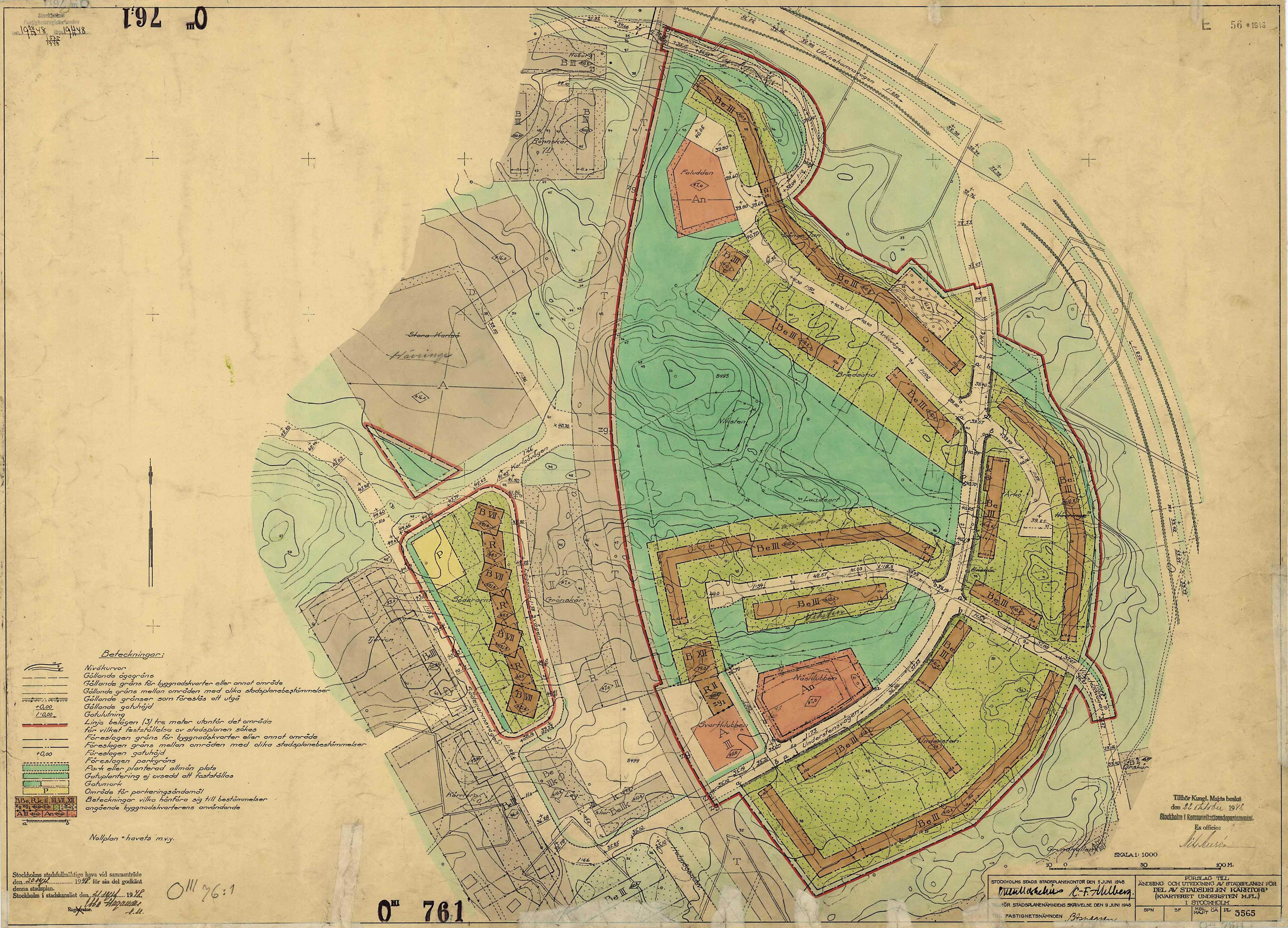
Stadsplan för del av Kärrtorp från 1948.

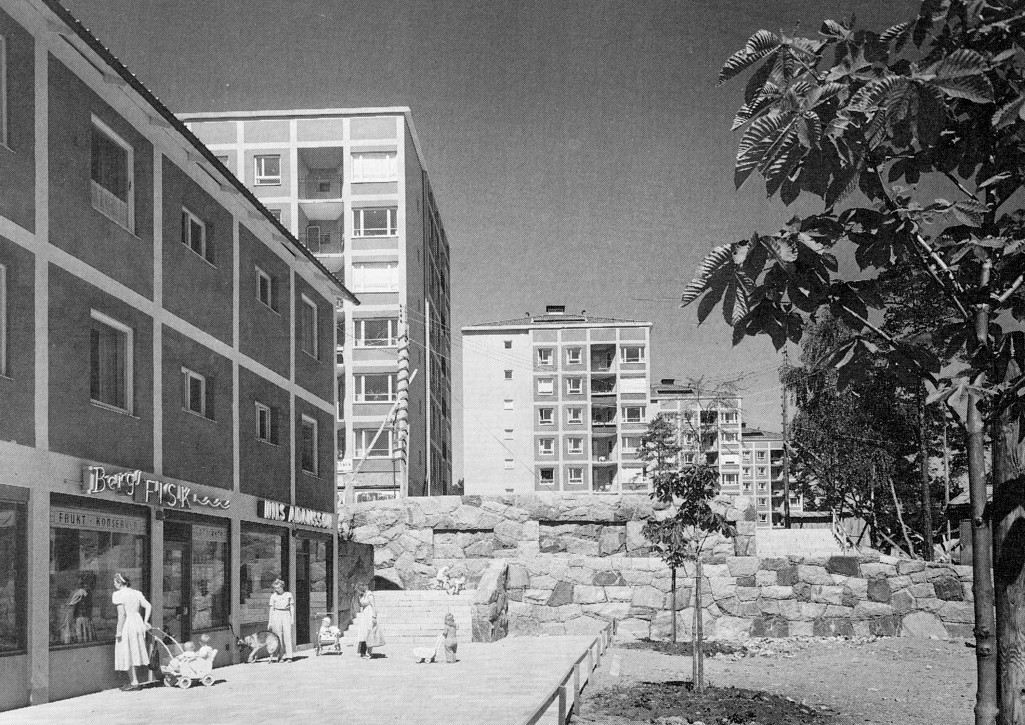
Kärrtorps centrum i mitten av 1950-talet.

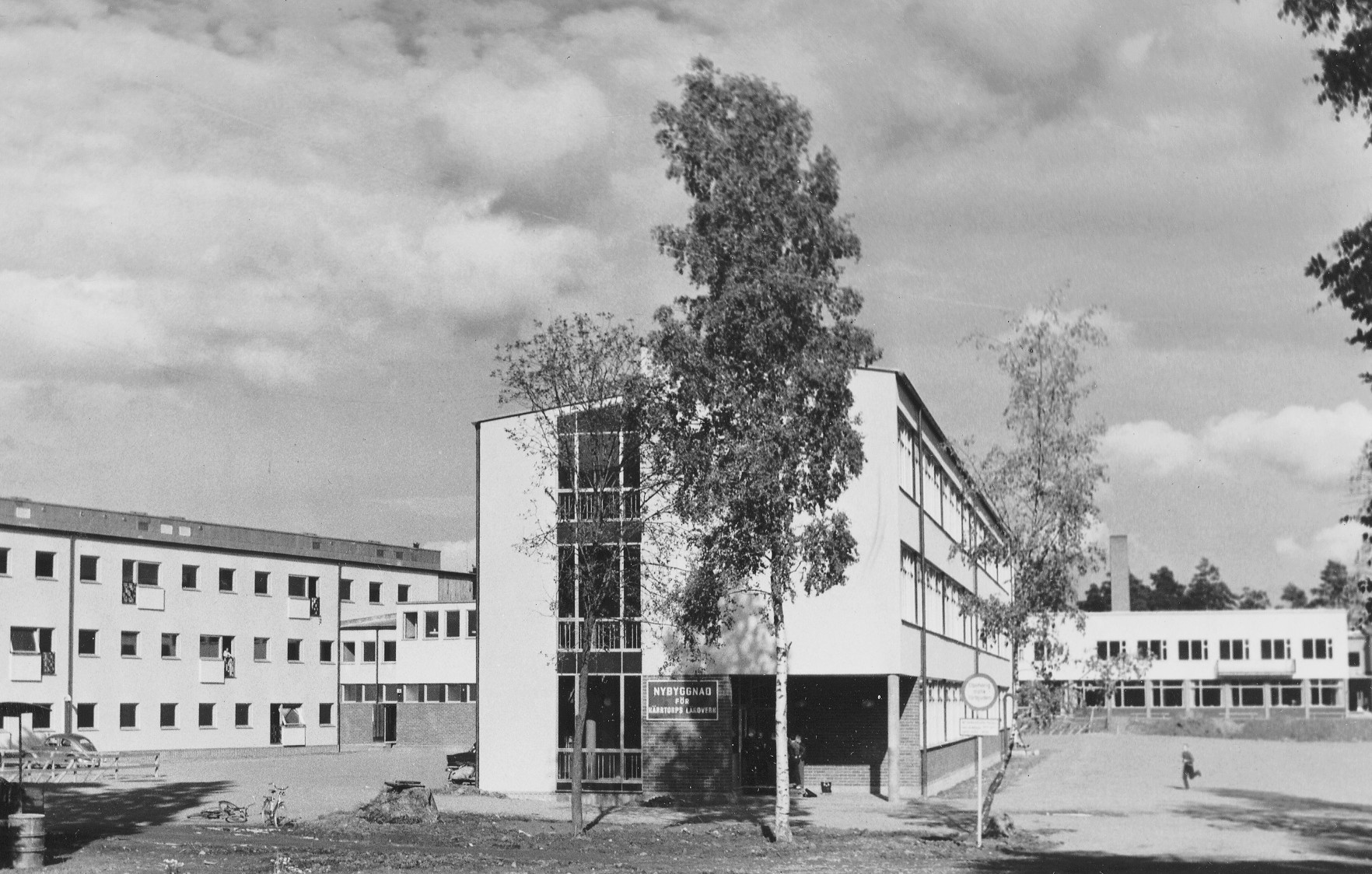
Kärrtorps gymnasium 1957.

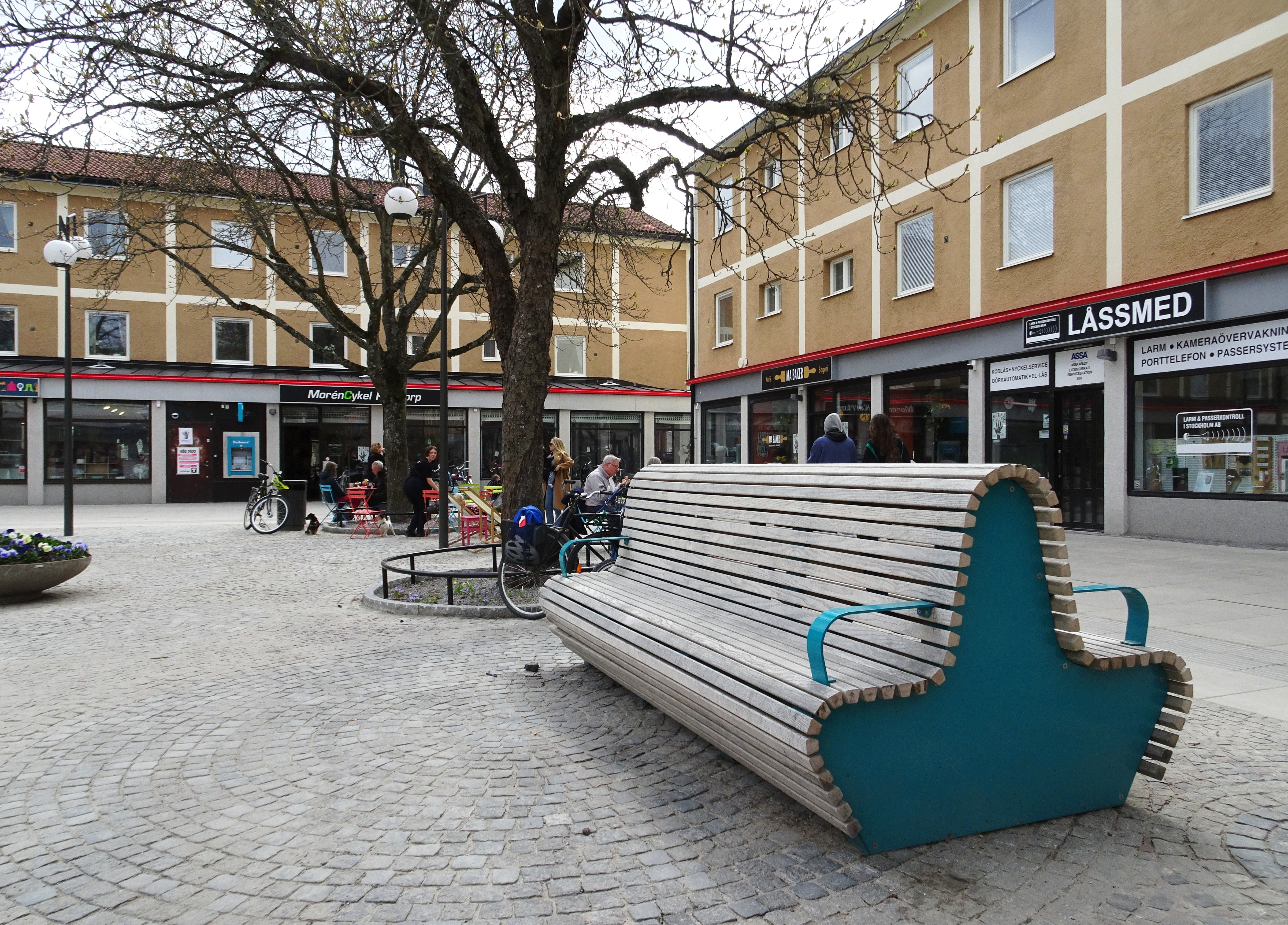
Centrum efter upprustningen 2021.

Den första stadsplanen upprättades 1947. Stockholms stad köpte samma år Svenska Bostäder. Byggarbetena kom igång i början av 1950-talet. Både centrumanläggningen och den största delen av bostadsbebyggelsen uppfördes av bolaget efter ritningar av deras chefsarkitekt Hjalmar Klemming (son till den kände jugendarkitekten Wilhelm Klemming). Man hade tänkt sig Kärrtorp som ett utpräglat bostadsområde för ungefär 8 000 personer. Men det ansågs att det var för litet för att ha ett riktigt centrum, tanken var att ett större centrum skulle ligga i grannförorten Bagarmossen, vilket dock inte genomfördes (se Bagarmossens centrum). 
I planen ingick två nya folkskolor, flickläroverk med varmbadhus och tre daghem. Så blev det dock inte, och stadsplanen omarbetades av Hjalmar Klemming. Hjalmar Klemming såg också Kärrtorp som en stadsplane- och arkitekturmässig förövning till Svenska Bostäders nästa stora projekt – Vällingby. Klemming flyttade hit med familjen och bosatte sig på tolfte våningen i ett av höghusen. I stadsplanen avsattes även ett markområde öster om Nytorps gärde som avsåg natur och idrott. Här anlades 1966 Kärrtorps idrottsplats, delvis på en del av Nackareservatet som inkorporerades med Stockholm 1960.
Stadsplanen bygger på idén att bebyggelsen skall utgöra en mur mot omvärlden. Denna utformning har mest konsekvent genomförts mot norr där den markerade husmuren mot Nytorps gärde var tänkt som Kärrtorps huvudfasad mot den större bilväg kallad "Ulricehamnsvägen", som planerades att gå där men som sedan aldrig blev av. Hjalmar Klemming hade idéer om ett barnvänligt område, och genom att lägga bostäderna i långa sammanhängande lamellhus mot öster samt i fyra punkthus kunde stora grönytor frigöras för lek och rekreation. Mellan 1946 och 1952 pågick bostadsbyggandet. Husen bestod enbart av flerbostadshus huvudsakligen i form av låghus. Inflyttningen till området började 1949.
Skarpnäcks nya skola, ritad av Ture Ryberg stod klar 1952 söder om Kärrtorpsvägen mittemot Skarpnäcks gamla skola vilken uppförts 1929–1930 enligt Georg A. Nilssons ritningar. Kärrtorps gymnasium norr om centrumet byggdes 1956–1957, arkitekt Kjell Ödeen. Kärrtorps centrum invigdes 1952. Centrumanläggningen består av ett bilfritt torg (Kärrtorps plan) med torghandel och småbutiker, biograf Reflexen, Turteatern och medborgarhuset Fyren. Tidigare låg varuhuset Kvickly (senare Domus) här.
Med undantag av området kring Kärrtorps idrottsplats är stadsdelen utpekad som särskilt kulturhistoriskt värdefull i översiktsplanen för Stockholm. Inom området skall stor hänsyn tas till såväl helhetsmiljöns som de enskilda byggnadernas kulturhistoriska värde.
Kvarteret Mursmäckan vid Skarpnäcks bollplan är ett nytt bostadskvarter som uppfördes mellan 2010 och 2011 med femton så kallade stadsradhus. Mursmäckan utsågs till Årets Stockholmsbyggnad 2012.

### Upprustning
År 2021 upprustades Kärrtorps centrum efter ritningar av Nyréns Arkitektkontor. Uppdragsgivare var Stockholms stads exploateringskontor. Tanken med ombyggnaden var att framhäva centrumanläggningens befintliga kvalitéer. Tillägg gjordes i form av bland annat sittplatser, terrasser, konstverk och skärmtak. Kärrtorps ”nya” centrum nominerades till en av kandidaterna för Årets Stockholmsbyggnad 2022.
Juryns kommentar löd:
| ” | De offentliga rummen är stadens viktigaste rum och det är därför viktigt att lyfta fram kvalitet i dessa i såväl innerstaden som ytterstaden. I Kärrtorps centrums uppdatering finns en fin balans mellan gammalt och nytt. Mötet med medborgarna och även med naturen är väl omhändertaget. Torget fortsätter att ha en viktig funktion i området. | „ |

## Bilder från området

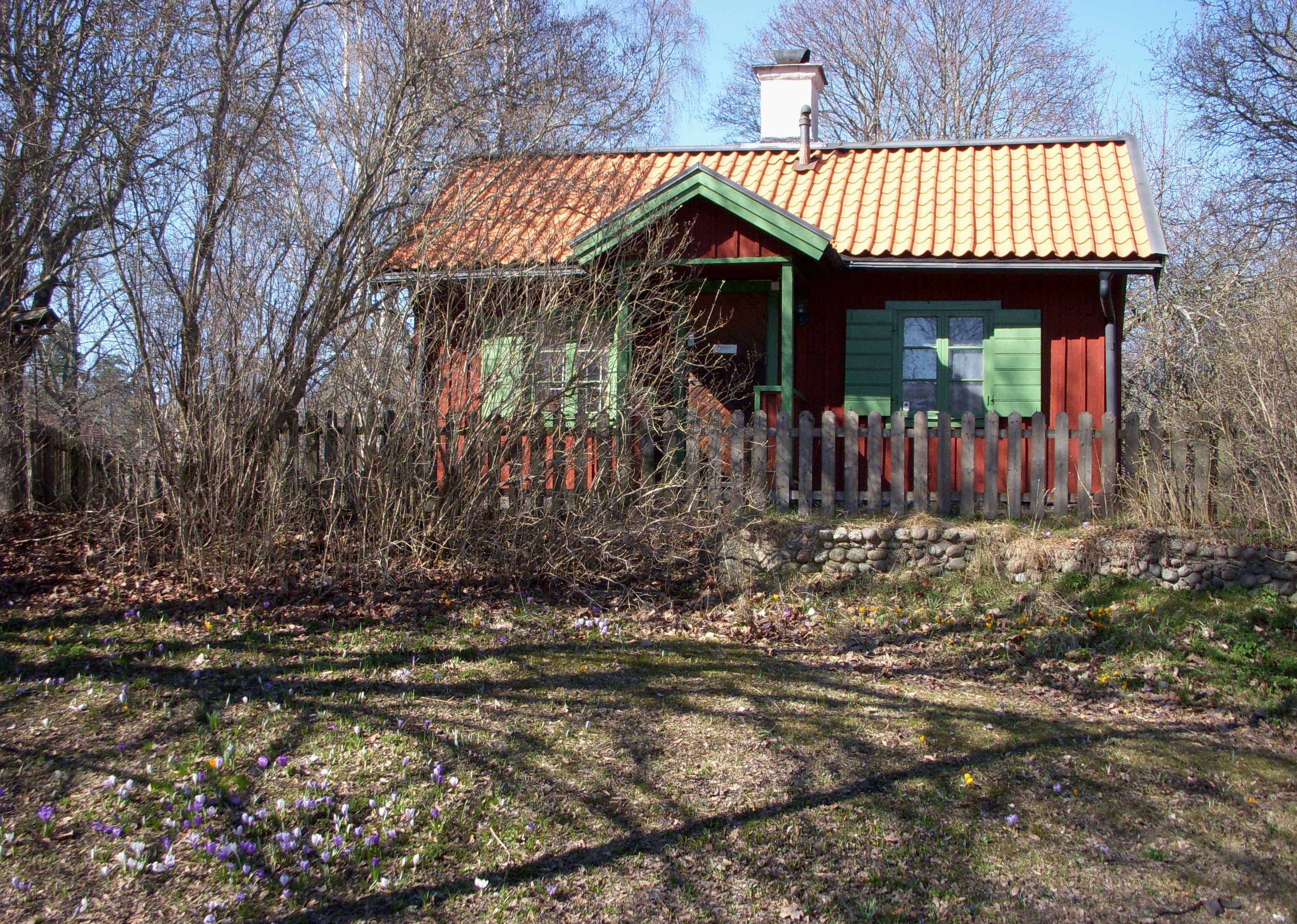
Torpet "Kärrtorp"
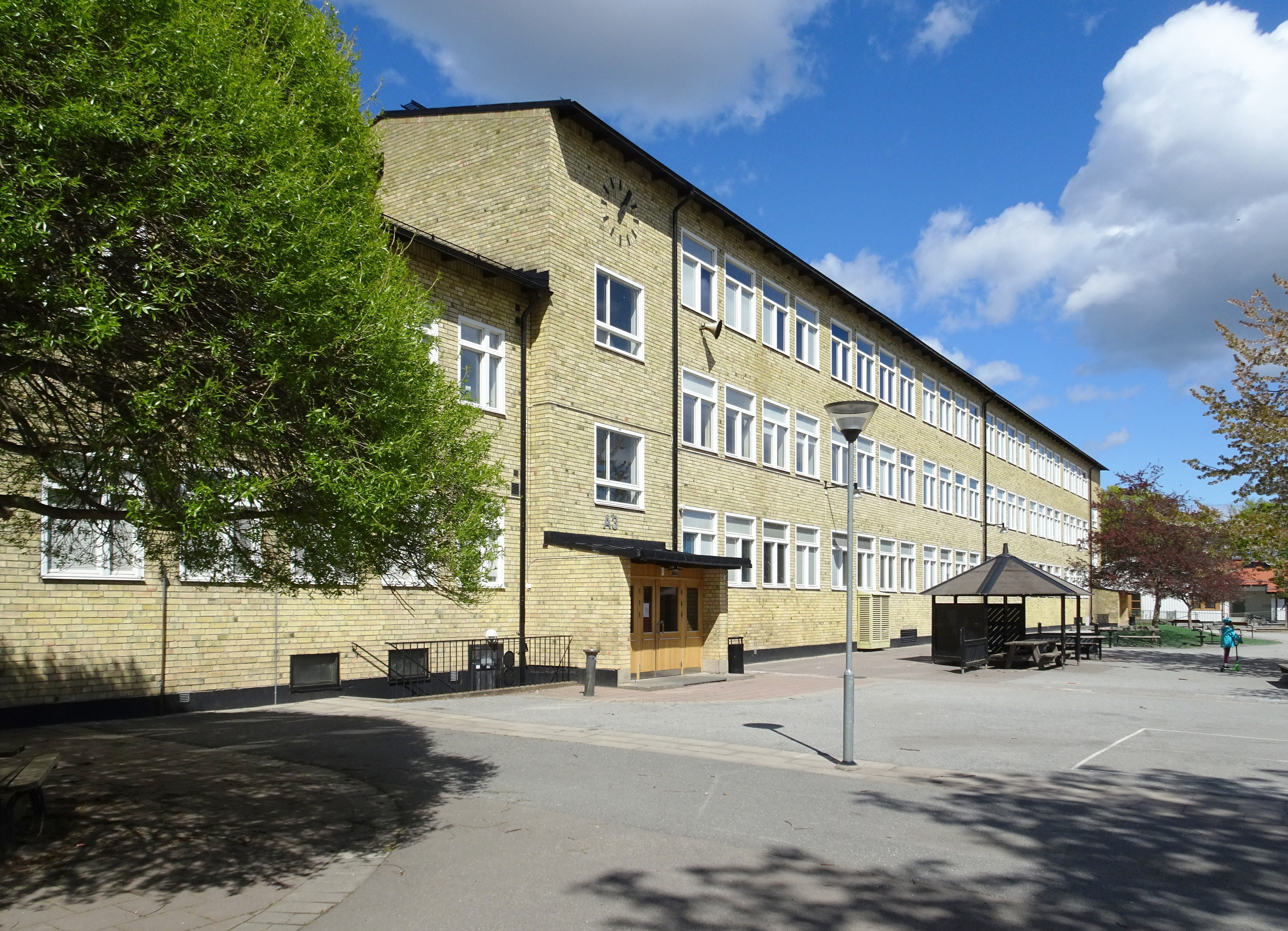
Skarpnäcks skola
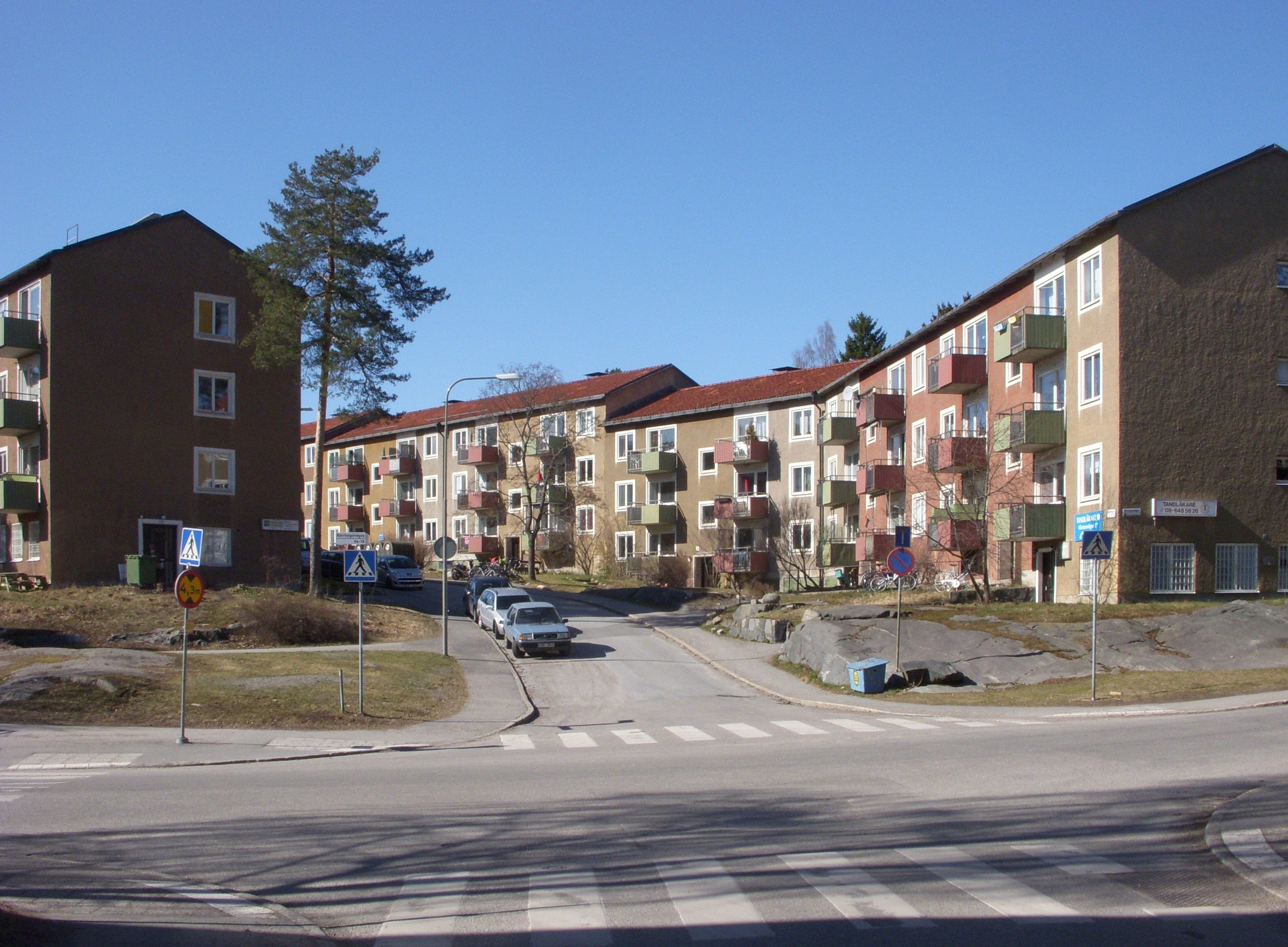
Korsningen Vikstensvägen / Kärrtorpsvägen
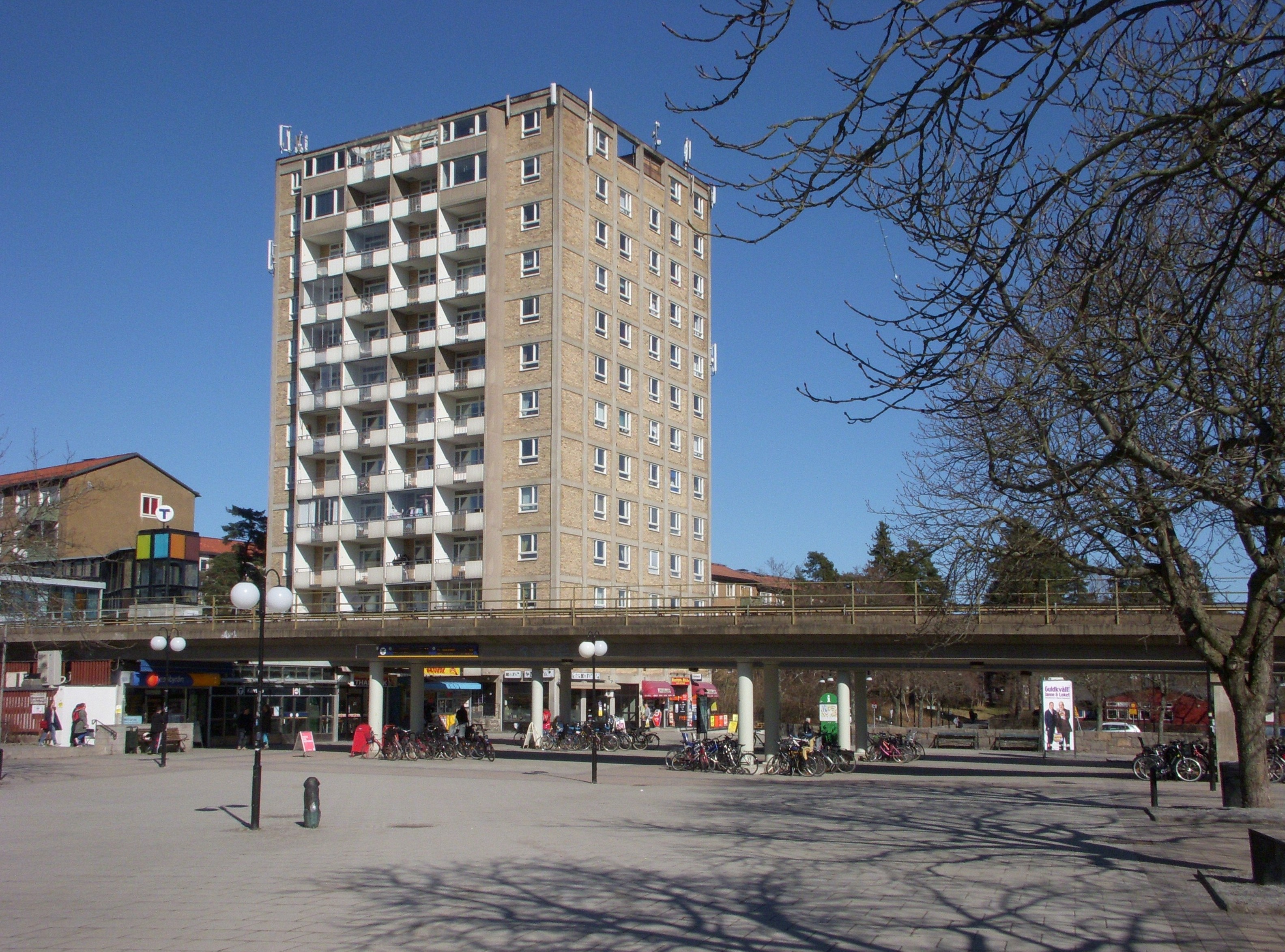
Ett av Hjalmar Klemmings höghus och Kärrtorpsplan
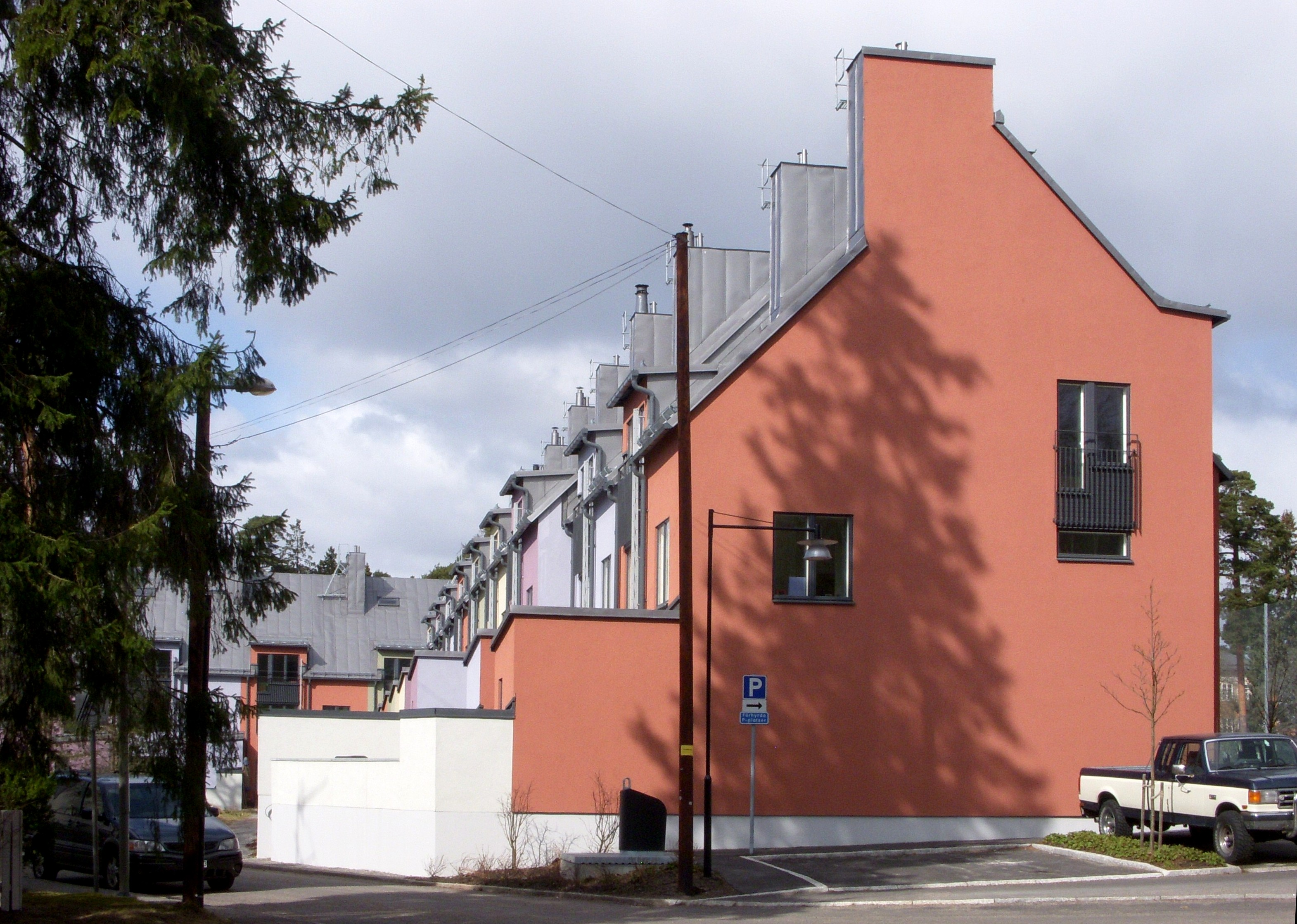
Kvarteret Mursmäckan

## Parker
- Fäholmaskogen
- Gränsberget
- Kärrtorpsparken
- Nytorps gärde

## Kommunikationer

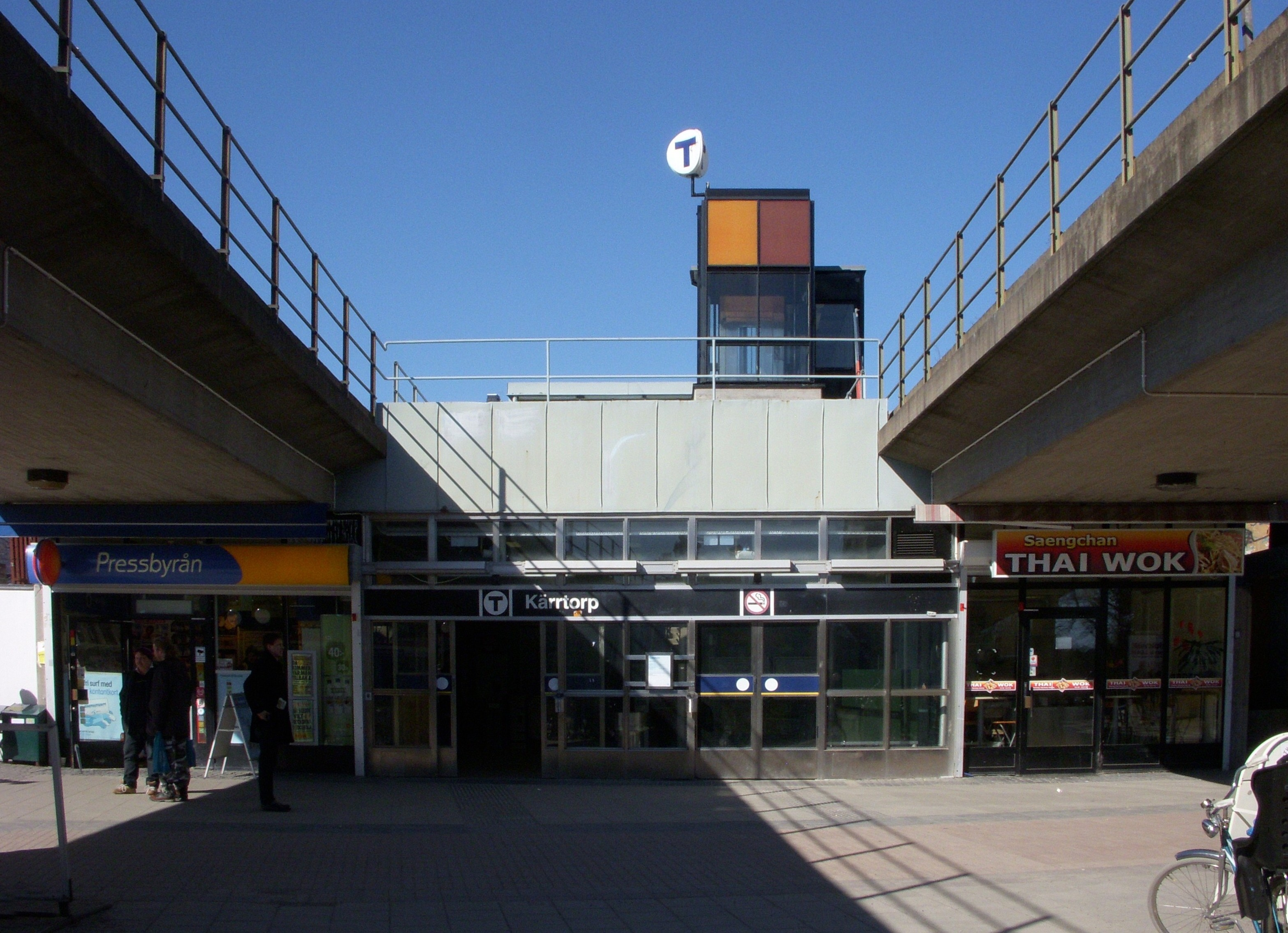
Kärrtorps T-banestation i april 2012.

Som nämnts ingick i stadsplanen en större väg (Ulricehamnsvägen) på nuvarande Nytorps gärde som en förlängning av Sofielundsvägen och skulle ha utgjort huvudvägen till Kärrtorp. Tillfartsvägar blev nu i stället Kärrtorpvägen och Fyrskeppsvägen som varken är trafikmässigt dimensionerade för detta eller är naturliga ur stadsplanesynpunkt - det är lite som att komma till Kärrtorp via köksingången. Planerna med en större bilväg på Nytorps gärde kom igen med 1960 års trafikledsplan då den så kallade Skarpnäcksleden skulle dras över gärdet och söder om Kärrtorps IP mot Bagarmossen och Tyresövägen. Även detta vägprojekt genomfördes aldrig.
Den första busslinjen för området var linje 78 som gick till Brunkebergstorg. I början av 1950-talet ersattes den av linje 186 som gick till Blåsut. Efter T-banans invigning 1958 ersattes den sedan av linje 181 som gick från Björken vid Fyrskeppsvägens västra del och Pungpinan. Denna linje förlängdes sedan 1968 till det nybyggda området i Norra Sköndal. en ytterligare förlängning skedde sedan till Skarpnäcksfältet i mitten på 1980-talet. Efter invigningen av Skarpnäcks tunnelbanestation 1994 ersattes denna busslinje av dagens linje 180 till Orhem och dagens linje 163 mot Dalen och Älvsjö.
Kärrtorps tunnelbanestation öppnades för trafik den 19 november 1958. Det är en ovanjordsstation på gröna linjen med en biljetthall med entré från Kärrtorpsplan. Den ligger 5,5 kilometer från Slussen. Konstnärlig utsmyckning: "Ljuslådor med hemliga tecken" av konstnären Björn Olsén, 1994.

## Demografi
År 2017 hade stadsdelen cirka 4 900 invånare, varav cirka 18,8 procent med utländsk bakgrund.